# Bruni Löbel
Bruni Löbel (polno ime Brunhilde Melitta Löbel), nemška filmska, televizijska in gledališka igralka, *20. december 1920, Chemnitz, Nemčija, † 27. september 2006, Mühldorf am Inn, Nemčija.
Bruni Löbel je bila nemška igralka, poročena s skladateljem Gerhardom Bronnerjem in igralcem Holgerjem Hagnom. Nastopila je v več televizijskih serijah, kot so Timm Thaler, V vrtincu ljubezni in Gozdarska hiša Falkenau.

## Igralska kariera
Bruni Löbel je sprva padla na sprejemnem izpitu na igralski šoli, vendar je to ni odvrnilo od želje, da bi postala igralka. Leta 1935 je odigrala svojo prvo vlogo v Mestnem gledališču Chemnitz v Molierovi predstavi Namišljeni bolnik. Zasebne ure igre je obiskovala pri Sonji Karzau, ki jo je Otto Falckenberg leta 1938 angažiral v münchenski Kammerspiele. Löbelova ji je hotela za vsako ceno slediti, vendar ji, takrat 17-letnici, starši niso dovolili selitve v velemestni ''brlog greha'' in so jo zaklenili v njeno sobo. Vendar je to ni ustavilo – zlezla je skozi okno, z vrvjo spustila napolnjen kovček, se odpeljala v München in se ni več vrnila v domači kraj. Sprva je delala kot tajnica. Dve leti pozneje, ko je bila stara komaj 19 let, je iz Ufe prejela ponudbo za vlogo ob Wolfu Albach-Rettyju v opereti Heimatland. V Ufinih filmih je bila pogosto v vlogi predrznega naivnega dekleta. Od takrat je igrala tako filmske kot gledališke vloge, na primer tudi na festivalu v Marburgu v Snu kresne noči s takrat še neznanim Gertom Fröbejem.
Prvo pogodbo z Ufo je podpisala 1. januarja 1940. Ko se je po kratkem obdobju v drugi službi vrnila v Berlin, je odigrala svojo drugo filmsko vlogo v mladinskem filmu Roberta Adolfa Stemmlesa Jungens. Po snemanjih na prostem na Kurski kosi in studijskih snemanjih v Berlinu se je nato pojavila v Potsdamu v predstavi Hänsel und Gretel, dokler je ni Horst van Diemen sprejel v Ufino skupino, ki je delala najprej v Vzhodni Prusiji, nato pa štiri tedne v Italiji kot del podpore Wehrmachtu. Po krajšem bivanju v Berlinu je obiskala še skupino Ufe v Romuniji, ki je več kot tri tedne nastopala v vojašnicah Wehrmachta.
S Paulom Klingerjem in Paulom Wegenerjem ji je uspel preboj v filmski drami Wenn die Sonne wieder scheint iz leta 1943, ki jo je režiral Boleslaw Barlog. Leta 1944 so jo uvrstili na seznam od Boga nadarjenih ljudi ministrstva za javno prosveto in propagando Tretjega rajha.
Po koncu vojne je Bruni Löbel najprej gostovala v številnih nemških mestih in gledališčih z Margot Hielscher in Heinzom Rühmannom. Leta 1950 je ponovno zaigrala ob Paulu Klingerju, tokrat v komediji Die Nacht ohne Sünde, kjer se je predstavila v glavni ženski vlogi. V letih 1950 in 1951 je Akos Rathonyi posnel tri ohlapno povezane filme, ki so bili v Nemčiji znani pod naslovom Paulchen und die Mädchenschule (originalni naslov neznan), Paulchen setzt sich durch (originalni naslov Mädchen mit Beziehungen) in Paulchen und die Millionenerbschaft (originalni naslov Engel im Abendkleid). V teh filmih je odigrala študentko Magdo Lehmann. Ob njej so igrali tudi Henny Porten, Cornell Borchers, Rudolf Prack in Willy Fritsch.
Leta 1958 je ostala v Münchnu in igrala v tamkajšnjih gledališčih, predstavila pa se je tudi v Hamburgu, Düsseldorfu in na Dunaju.
Od petdesetih let dvajsetega stoletja je odigrala več kot 40 filmskih vlog, vključno s tremi v ameriški produkciji (The Big Lift, Almost Angels in Special Delivery). Sodelovala je z Montgomeryjem Cliftom in ponovno tudi s Cornellom Borchersom v poldokumentarnem dramskem filmu The Big Lift v režiji Georgea Seatona. Postajala je vedno bolj priljubljena tudi kot televizijska igralka in je dobivala glavne vloge v televizijskih igrah in serijah. Veljala je za skoraj idealno igralko za odločen in ljubeč tip ženske, kar ji je prineslo več vlog mater in kasneje babic. Med letoma 1977 in 1988 je igrala mamo Elisabeth Schöninger ob Walterju Sedlmayrju v priljubljeni televizijski seriji Polizeiinspektion 1. Dodatno popularnost je pridobila z vlogo gospodinje gospe Rabe v seriji Ich heirate eine Familie. Otroci in mladostniki so jo spoznali tudi v vlogi sestre Agate v televizijski ekranizaciji mladinske knjige Timm Thaler avtorja Jamesa Krüssa. V drugih televizijskih serijah, kot je Um Himmels Willen, se je predstavila le v gostujoči vlogi.
Od leta 1989 je nastopala v vlogi babice Herte v družinski seriji Gozdarska hiša Falkenau. Tako vloga kot serija sta bili veliki uspešnici in je ta lik redno igrala še v letu svoje smrti. Zvesta je ostala tudi gledališkim odrom. Leta 2003 je igrala teto Abby v Arsen und Spitzenhäubchen v Münchnu. Njena zadnja vloga je bila v telenoveli V vrtincu ljubezni leta 2006.

## Zasebno življenje
Bruni Löbel se je rodila v Chemnitzu kot hči Richarda Löbela in njegove žene Melitte, rojene Goldammer. Imela je tri starejše brate in dve mlajši sestri Ruth in Margon. Najmlajša sestra Margot Leonard (rojena leta 1927) je bila iskana igralka za sinhronizacije in nemški standardni glas za Marilyn Monroe, odigrala pa je tudi nekaj manjših vlog v filmih in na televiziji.
Löbelova je bila dvakrat poročena. Iz prvega zakona s kabaretnim umetnikom Gerhardom Bronnerjem, s katerim je bila poročena med letoma 1955 in 1959, je imela sina Felixa, ki je postal samostojni pianist in učitelj klavirja. Po ločitvi se je v drugo poročila z igralcem Holgerjem Hagenom. Poročila sta se leta 1971 in ostala v zakonu vse do njegove smrti leta 1996. Z njim je nastopila v več televizijskih igrah, med drugim v igri Traumschiff.
Pokopana je v Rattenkirchnu v okrožju Ramering v Mühldorfu am Inn na posestvu moža Holgerja, kjer v skupnem grobu počivata njuni žari.

## Filmografija
- 1939: Heimatland
- 1941: Jungens
- 1942: Der 5. Juni
- 1942: Fronttheater
- 1943: Wenn die Sonne wieder scheint
- 1943: Quax in Afrika
- 1944: Liebesbriefe
- 1944: Meine vier Jungens
- 1944: Der große Preis
- 1945: Dreimal Komödie
- 1947: Kein Platz für Liebe
- 1949: Krach im Hinterhaus
- 1949: Man spielt nicht mit der Liebe
- 1950: Absender unbekannt (Paulchen und die Mädchenschule)
- 1950: Es begann mit einem Kuß (The Big Lift)
- 1950: Mädchen mit Beziehungen (Paulchen setzt sich durch)
- 1950: Die Nacht ohne Sünde
- 1951: Engel im Abendkleid (Paulchen und die Millionenerbschaft)
- 1952: Vater braucht eine Frau
- 1953: Irene in Nöten (Wirbel um Irene)
- 1953: 3 von denen man spricht
- 1955: Geliebte Feindin
- 1955: Vom Himmel gefallen (Special Delivery)
- 1956: Das Liebesleben des schönen Franz
- 1958: Das Pauker
- 1959: Das schöne Abenteuer
- 1961: Die Kassette (televizijski film)
- 1962: Ein Gruß aus Wien (Almost Angels)
- 1965: Boeing-Boeing (televizijski film)
- 1966-1967: Familie Hansen (televizijska serija, 6 epizod)
- 1966: Schwäbische Geschichten (televizijska serija, 1 epizoda)
- 1966: Portrait eines Helden
- 1967: Biedermann und die Brandstifter (televizijski film)
- 1967: Kurzer Prozess
- 1967: Nathan der Weise (televizijski film, v vlogi Daje)
- 1973: Der Kommissar
- 1974: Hallo – Hotel Sacher ... Portier! (televizijska serija, epizoda Das Lämmchen)
- 1975: Derrick (televizijska serija, epizoda Mitternachtsbus)
- 1975: Die Halde
- 1975: Spannagl & Sohn (televizijska serija, 13 epizod)
- 1976: Taxi 4012 (televizijski film)
- 1977-1988: Polizeiinspektion 1 (televizijska serija, 56 epizod)
- 1979: Jane (televizijski film)
- 1979: Augenblicke – 4 Szenen mit Paula Wessely (televizijski film)
- 1979: Timm Thaler (mladinska serija, 9 epizod)
- 1980: Der Alte (televizijska serija, Epizoda Mord nach Plan)
- 1981: Ein Zug nach Manhattan (televizijski film)
- 1981: Bring's mir bei Celine! (televizijski film)
- 1981: Das Traumschiff – Bahamas (televizijska serija, epizoda 1: Die erste Reise)
- 1982/1983: Mallorca – Liebe inbegriffen (televizijski film)
- 1983-1986: Ich heirate eine Familie (televizijska serija, 10 epizod)
- 1985: Die Schwarzwaldklinik (televizijska serija, epizoda Der Dieb)
- 1985: Geschichten aus der Heimat (televizijska serija, epizoda Ortgespräch)
- 1986: Aus familiären Gründen (televizijski film)
- 1987: Die Krimistunde (televizijska serija, epizoda 27: Der Mann mit den zwei Gesichtern)
- 1988: Lorentz & Söhne (televizijska serija, 11 epizod)
- 1989: Die Wicherts von nebenan (televizijska serija, epizoda Mallorca, auf und davon)
- 1989-2006: Gozdarska hiša Falkenau (televizijska serija, 222 epizod)
- 2001: Jenny & Co. (televizijska serija, 12 epizod)
- 2002-2004: Um Himmels Willen (televizijska serija, 3 epizode)
- 2006: V vrtincu ljubezni (televizijska serija, 13 epizod)

### Izid po smrti
- 2007: Hilfe, die Familie kommt
- 2007: Das letzte Stück Himmel

## Radijske igre
- 1955: Heinrich Böll: Anita und das Existenzminimum – Režija: Fritz Schröder-Jahn (NWDR 1955).

## Časti
- Red za zasluge Zvezne republike Nemčije (7. 2. 1988).

## Knjige
- Potopisi
- Kleine unbekannte Größe (roman), Kreisselmeier, München 1962, tudi v: Heyne (mehka vezava), München 1963.
- Fanta und Tasie (radijska igra).
- Eine Portion vom Glück (spomini), Herbig, München 1995, ISBN 3-7766-1907-4.
- Meine Portion vom Glück (prenovljena novejša izdaja), Langen-Müller, München 2003, ISBN 3-7844-2921-1.